# センナール州
センナール州（センナールしゅう、Sennar）は、スーダンの州の一つ。青ナイル地方にあり、州都は名称と同じセンナールである。人口1,918,700人（2018年推計）、面積37,844km2。国勢調査値の人口（2008年）は1,285,058人である。
隣国エチオピア、南スーダンとも接する。

## 下位行政区画
センナール州は、7つの地区に分かれる。また、地区の下には20の基礎自治体がある。人口値は2008年。
- アブー・ホジャール（Abu-Hojar）：131,648人
- アッ・ダーリー・ワ・（ア）ル・マズムーム（Aldali wa Al Mazmoum）：71,770人
- アッ・ディンディル（Aldindir）：193,466人
- アッ・ソーキー（Alsooki）：208,833人
- シャレク・センナール（Shareq Sinnar）：227,399人
- シンジャ（Sinja）：155,071人
- センナール（Sinnar）：296,871人